# Magüi Serna
Maria Luisa Serna, conosciuta come Magüi Serna (Las Palmas de Gran Canaria, 1º marzo 1979) è un'ex tennista spagnola.

## Biografia
Professionista dall'età di 17 anni, ha una sorella e due fratelli. Nel 2000 giunse ai quarti di finale al Wimbledon dove venne fermata da Jelena Dokić. Vinse per due anni consecutivi l'Estoril Open singolare femminile, nel 2002 sconfisse in finale Anca Barna con il punteggio di 6–4, 6–2, e nel 2003 vinse in finale contro Julia Schruff con 6–4, 6–1.
Al torneo di Wimbledon 2004 perse al terzo turno contro la detentrice del titolo, Serena Williams. Nel ranking raggiunse la 19ª posizione il 12 gennaio del 2004.

## Statistiche

### Risultati in progressione
| Sigla | Risultato               |
| ----- | ----------------------- |
| V     | Vincitore               |
| F     | Finalista               |
| SF    | Semifinalista           |
| O     | Oro olimpico            |
| A     | Argento olimpico        |
| SF    | Bronzo olimpico         |
| QF    | Quarti di Finale        |
| 4T    | Quarto turno            |
| 3T    | Terzo turno             |
| 2T    | Secondo turno           |
| 1T    | Primo turno             |
| RR    | Round Robin             |
| LQ    | Turno di qualificazione |
| A     | Assente                 |
| ND    | Non disputato           |

| Legenda superfici    |
| -------------------- |
| Cemento              |
| Terra battuta        |
| Erba                 |
| Superficie variabile |

#### Singolare nei tornei del Grande Slam
| Torneo          | 1997 | 1998 | 1999 | 2000 | 2001 | 2002 | 2003 | 2004 | 2005 | 2006 |
| --------------- | ---- | ---- | ---- | ---- | ---- | ---- | ---- | ---- | ---- | ---- |
| Australian Open | 3T   | 2T   | 2T   | 2T   | 2T   | 3T   | 2T   | 1T   | 1T   | A    |
| Open di Francia | 3T   | 4T   | 1T   | 3T   | 2T   | 1T   | 4T   | 2T   | A    | A    |
| Wimbledon       | 3T   | 4T   | 1T   | QF   | 1T   | 1T   | 2T   | 3T   | A    | A    |
| US Open         | 4T   | 1T   | 3T   | 4T   | 1T   | 1T   | 2T   | 2T   | A    | A    |

#### Doppio nei tornei del Grande Slam
| Torneo          | 1997 | 1998 | 1999 | 2000 | 2001 | 2002 | 2003 | 2004 | 2005 | 2006 |
| --------------- | ---- | ---- | ---- | ---- | ---- | ---- | ---- | ---- | ---- | ---- |
| Australian Open | A    | A    | A    | 1T   | 3T   | SF   | 1T   | 1T   | 1T   | A    |
| Open di Francia | A    | A    | A    | 3T   | 1T   | 3T   | 1T   | 1T   | A    | A    |
| Wimbledon       | A    | A    | A    | 1T   | 3T   | 1T   | 1T   | 2T   | A    | A    |
| US Open         | A    | A    | A    | 2T   | 2T   | 1T   | 1T   | 1T   | A    | A    |

#### Doppio misto nei tornei del Grande Slam
| Torneo          | 1997 | 1998 | 1999 | 2000 | 2001 | 2002 | 2003 | 2004 | 2005 | 2006 |
| --------------- | ---- | ---- | ---- | ---- | ---- | ---- | ---- | ---- | ---- | ---- |
| Australian Open | A    | A    | A    | A    | A    | A    | A    | 1T   | A    | A    |
| Open di Francia | A    | A    | A    | A    | A    | A    | A    | 1T   | A    | A    |
| Wimbledon       | A    | A    | A    | A    | 2T   | A    | A    | 1T   | A    | A    |
| US Open         | A    | A    | A    | A    | A    | A    | A    | A    | A    | A    |

## Vittorie contro giocatrici Top 10
| Stagione | 1998 | 1999 | 2000 | 2001 | 2002 | 2003 | Totale |
| Vittorie | 2    | 0    | 1    | 0    | 0    | 1    | 4      |

| #    | Giocatrice     | Ranking | Evento                          | Superficie    | Turno | Punteggio      | Rank. MSR |
| ---- | -------------- | ------- | ------------------------------- | ------------- | ----- | -------------- | --------- |
| 1998 |                |         |                                 |               |       |                |           |
| 1.   | Jana Novotná   | 3       | Family Circle Cup, Hilton Head  | Terra verde   | 3T    | 3-6, 6-4, 6-2  | 53        |
| 2.   | Patty Schnyder | 9       | Kremlin Cup, Mosca              | Sintetico (i) | 2T    | 7-6(3), 6-4    | 29        |
| 2000 |                |         |                                 |               |       |                |           |
| 3.   | Mary Pierce    | 3       | Torneo di Wimbledon, Londra     | Erba          | 2T    | 7-6(5), 7-6(4) | 49        |
| 2003 |                |         |                                 |               |       |                |           |
| 4.   | Chanda Rubin   | 8       | MasterCard German Open, Berlino | Terra rossa   | 2T    | 7-5, 6-3       | 37        |